# François Richer Drouet
Pour les articles homonymes, voir Drouet.
François Richer Drouet, né le 16 janvier 1733 à Rouen (Normandie), mort le 6 novembre 1792 à Le Quesnoy (Nord), est un général de brigade de la Révolution française.

## États de service
Il entre en service le 8 avril 1753, comme garde du corps dans la compagnie de Noailles, il devient lieutenant dans le régiment d’infanterie de La Fère le 25 décembre 1755, et il participe avec ce grade à la guerre de Sept Ans.
Aide-major le 27 avril 1761, il est nommé capitaine le 28 avril 1763, et le 29 décembre 1777, il est major au régiment d’infanterie de Beauvaisis et reçoit le même jour la croix de chevalier de Saint-Louis. 
Le 28 août 1783, il est lieutenant-colonel au régiment de Picardie, et le 25 juillet 1791, il est nommé colonel de ce même régiment devenu 2e régiment d’infanterie.
Il est promu général de brigade provisoire le 22 août 1792 et envoyé en cette qualité à l’armée du Nord. Le 6 novembre 1792, à la bataille de Jemappes, il est placé au centre de l’attaque, sous les ordres du général Égalité, lorsqu’il est blessé d’un coup de feu à une jambe. 
Il meurt au Quesnoy le 6 novembre 1792, des suites de cette blessure.

## Distinctions
- Chevalier de l'ordre royal et militaire de Saint-Louis

## Sources
- (en) « Generals Who Served in the French Army during the Period 1789 - 1814: Eberle to Exelmans »
- François Richer Drouet sur roglo.eu
- Jacques Charavay, Les généraux morts pour la patrie, 1792-1871 : notice biographiques, Au siège de la société, 1893, 160 p. (lire en ligne), p. 3.